# Eufrates (filòsof)
Eufrates, en llatí Euphrates, en grec antic Εὐφράτης, fou un destacat filòsof estoic grec del temps de l'emperador Hadrià. Segons Filostrat hauria nascut a Tir i segons Esteve de Bizanci a Epifania a Síria. Eunapi l'anomena egipci. Amic de Plini el Jove del temps que aquest va servir a Síria, i en una de les seves cartes Plini fa una descripció de les seves virtuts i talent. Entre les seves qualitats estava la de ser un gran orador. Apol·loni de Tíana diu que era avar i servil. Al final de la seva vida va demanar permís a l'emperador Hadrià per enverinar-se.